# Дортмунд (аэропорт)
Аэропо́рт До́ртмунд (нем. Flughafen Dortmund, официальное название Dortmund Airport 21) — гражданский аэропорт в восточной части города Дортмунда на границе с Хольцвиккеде. Долгое время будучи аэропортом регионального значения, в последние годы он превратился в третий по величине гражданский аэропорт в федеральной земле Северный Рейн — Вестфалия. Основной деятельностью являются регулярные туристические и деловые пассажироперевозки.

## История

### Старый аэропорт
Первые самолёты приземлялись в Дортмунде ещё до первой мировой войны. Ещё во время войны, 15 ноября 1917 года обер-бургомистр Дортмунда Эрнст Айхофф в письме в Берлин упомянул о планах по обустройству лётного поля к северу от тогда ещё независимой деревни Бракель. 18 мая 1918 было заключено соглашение, и началась реализация проекта. 20 июля 1921 года Deutsche Luft-Reederei, первая немецкая авиакомпания, использовавшая аппараты тяжелее воздуха, открыла в небольшом бараке возле лётного поля свой офис. Она обеспечила город регулярным почтовым авиасообщением. Использовавшиеся почтовые самолёты Junkers F.13 могли наряду с грузом брать на борт и до четырёх-пяти пассажиров, что позволило организовать и первое регулярно пассажирское авиасообщение. Билет Дортмунд — Брауншвейг стоил 300 бумажных марок, Дортмунд — Берлин обходился в 500. Весной 1922 года полёты были прекращены из-за нерентабельности.

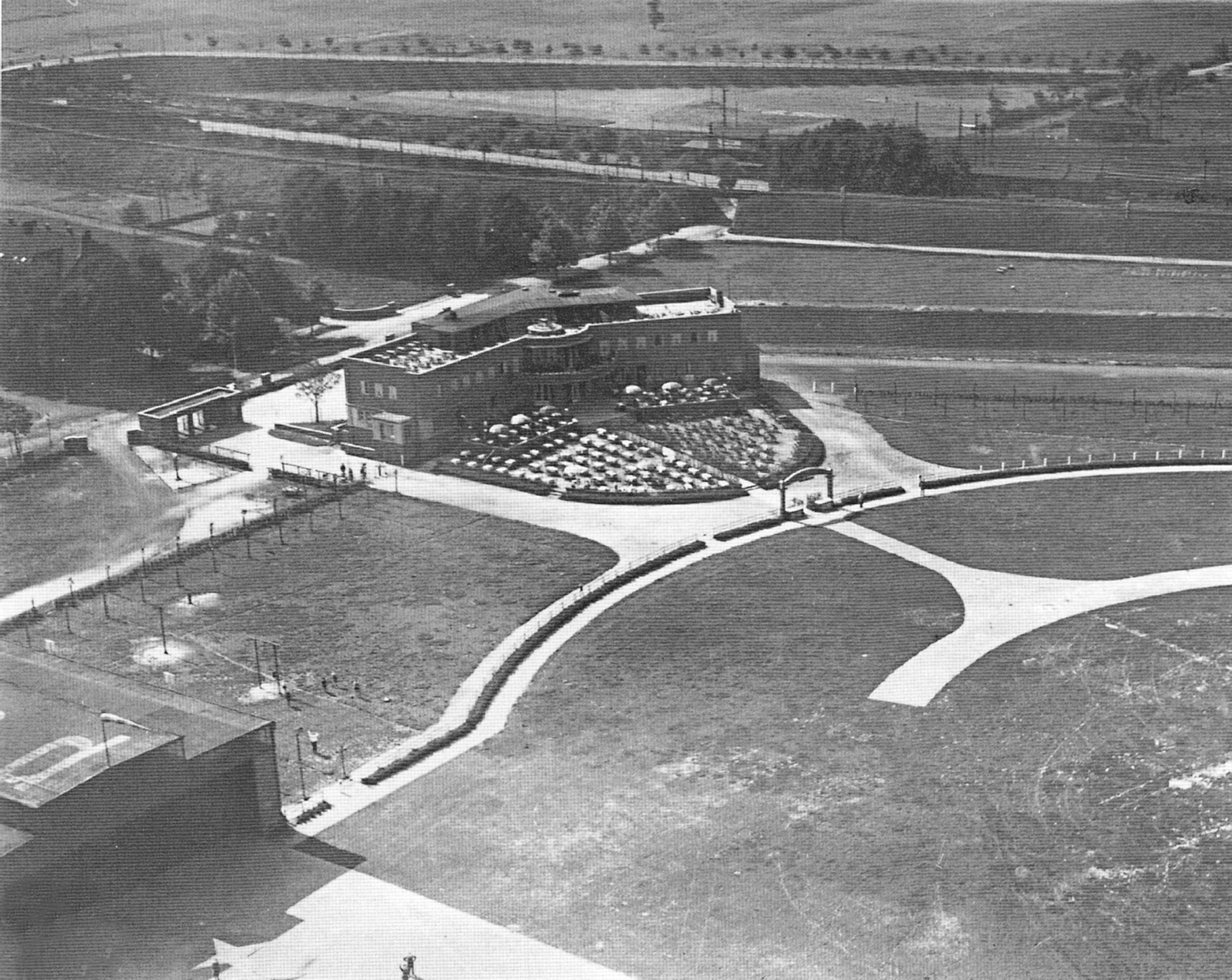
Дортмундский аэропорт в 1927 году

Осенью 1924 года, с началом вывода оккупировавших рурский бассейн французских войск представители рурских городов начали в Берлине переговоры с компаниями Deutsche Aero-Lloyd и Junkers Luftverkehrs AG о присоединении к международной сети авиалиний. 25 мая 1925 года Дортмунд вместе с другими городами принял участие в учредительном собрании членов акционерного общества Вестфальского воздушного сообщения (нем. Luftverkehr Aktiengesellschaft Westfalen), целью которого было развитие авиационного сообщения в регионе.
27 апреля 1925 года была образована воздушная линия Копенгаген-Гамбург-Бремен-Дортмунд-Франкфурт-Штутгарт-Цюрих. Позже были добавлены новые линии и было организовано прямое воздушное сообщение с такими городами как Ганновер, Берлин, Халле, Лейпциг, Амстердам. После объединения предприятий «Deutsche Aero-Lloyd» и АО «Junkers Luftverkehrs AG» в АО «Люфтганза» 6 января 1926 года на дортмундском аэродроме ежедневно взлетали и приземлялись около двенадцати машин. Осенью того же года выяснилось, что город не в состоянии самостоятельно нести финансовую нагрузку, и 16 апреля 1926 года предприятие было преобразовано в общество с ограниченной ответственностью Flughafen GmbH. Акционерами стали правительство Германии, Пруссия, Вестфалия, город Дортмунд и земельный район Дортмунд, торгово-промышленная палата и отдельные частные фирмы. Спустя 3 недели, 7 мая 1926 года был заложен первый камень в фундамент здания терминала, а уже 31 марта 1927 года строительство было завершено. В 1928 дортмундский аэропорт становится одним из важнейших узлов западной Германии, уступавшим лишь Кёльну. В этом же году было зафиксировано уже 4319 взлётов и 4 321 посадка, из них 2 589 — в рамках регулярных рейсов.

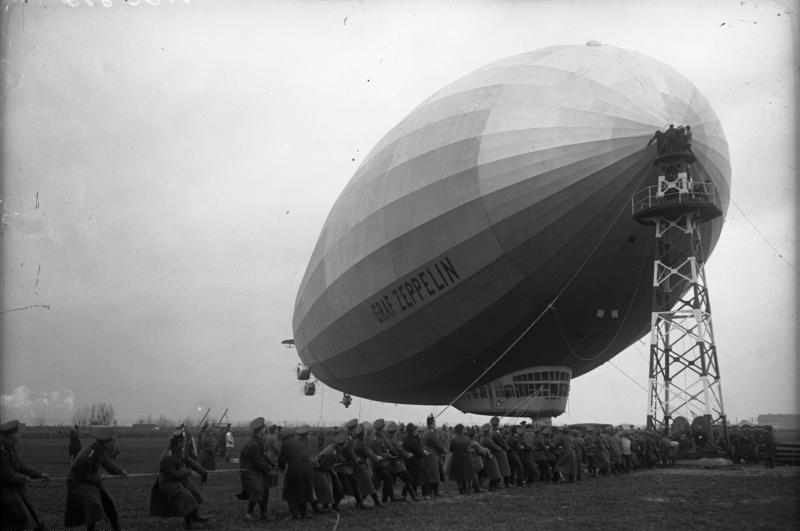
LZ 127 «Граф Цеппелин»

В 1929 году дортмундский аэропорт вошёл в мировую литературу. В сатирической новелле «Додсворт» нобелевский лауреат Синклер Льюис описал поездку из Парижа в Берлин с промежуточной посадкой в Дортмунде. Над Рурским регионом самолёт попадает в сильную грозу и лишь благодаря мастерству пилота успешно приземляется в Дортмунде. В результате главный герой отказывается от дальнейшего полёта и отправляется в Берлин уже поездом.
10 августа 1930 года в присутствии 120 000 зрителей в аэропорту приземлился цеппелин LZ 127 «Граф Цеппелин», а 9 октября 1932 — крупнейший на тот момент самолёт Junkers G 38.
После прихода к власти в Германии нацистов 9 июля 1933 года Гитлер посетил Дортмунд и принял в аэропорту парад вестфальских штурмовиков. В 1935 году началось строительство дортмундской авиабазы (нем. Fliegerhorst Dortmund). В это время лётное поле аэропорта использовалось и самолётами вновь созданных Люфтваффе. В 1936 аэропорт перешёл под военное командование, а в 1939 году все полёты гражданской авиации были прекращены.
Первое время после начала второй мировой войны аэропорт практически не использовался. В 1941 году там находились лишь несколько самолётов, нагруженных мешками с песком и использовавшихся для тренировки зенитной артиллерии. На территории аэропорта были построены казармы, вмещавшие до 1000 солдат. В 1943 году в аэропорту была переведена эскадра дневных истребителей, а в сентябре 1944 — IV группа 1-й эскадры ночных истребителей, на вооружении которой стояли Me-110. В ходе войны аэропорт был практически полностью разрушен во время многочисленных бомбардировок Дортмунда. После войны он перешёл в руки военно-воздушных сил Великобритании.
С 1953 по 1959 год аэропорт использовался для спортивных полётов. После того, как 5 мая 1955 года Германия обрела суверенитет над своим воздушным пространством, дортмундский аэропорт не был включён в маршрутную сеть Люфтганзы. Для послевоенных гражданских самолётов требовалась взлётно-посадочная полоса длиной около 2000 метров, а для проектировавшихся реактивных самолётов — до 3000 метров. Увеличение же существующей полосы было невозможно — одним концом она упиралась в деревню Бракель, другим — в железнодорожную линию. Тем не менее, в аэропорту была открыта лётная школа и авиаклуб, насчитывавший в период своего расцвета до 120 членов. В 1958 году в аэропорту было зафиксировано почти 20 000 взлётов и посадок.

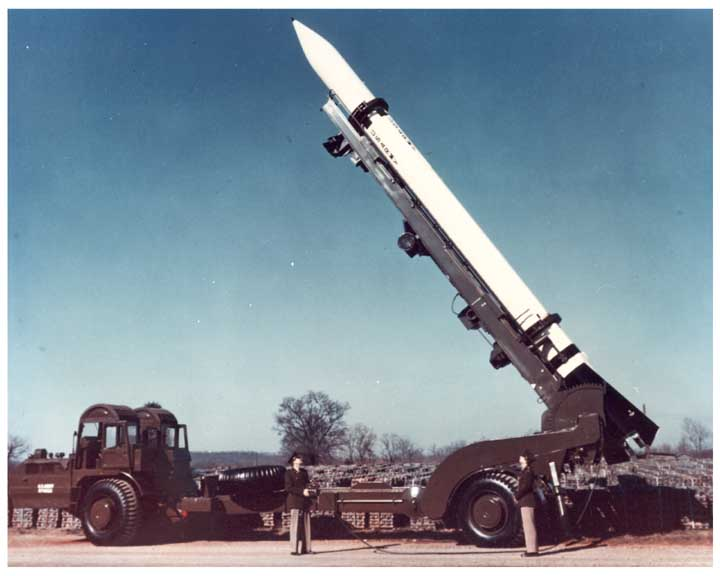
MGM-5 Corporal

14 февраля 1959 года министерство обороны Германии получило уведомление, что в соответствии с решением НАТО в феврале на территорию Германии должен быть перебазирован 47-й британский ракетный полк, вооружённый ракетами MGM-5 Corporal, дальность действия которых составляла около 140 км. Местом базирования был выбран дортмундский аэропорт. К 10 февраля вся деятельность аэропорта должна была быть приостановлена, а всё оборудование — вывезено с его территории.
В настоящее время на территории аэропорта находится гольф-клуб и тренировочная база футбольной команды «Боруссия Дортмунд». Последние оставшиеся здания аэропорта и военные сооружения были снесены в 2007 году, а сам район отдан под жилую застройку. В настоящее время в районе Бракель существует Flughafenerstaße (с нем. — «улица Аэропортная»).

### Новый аэропорт
После получения извещения о предстоящем закрытии аэропорта в Бракеле пилоты базировавших в нём самолётов начали поиски альтернативного места для лётного поля. В процессе этих поисков было обнаружено в дортмундском районе Виккеде на восточной окраине города, на границе с входящей в район Унна коммуной Хольцвиккеде. За этим последовали переговоры об аренде земли с тремя владевшими её фермерами, а затем — получения необходимых разрешений. На поле был вновь собран демонтированный в Бракеле ангар, а рядом с ним было построено небольшое здание диспетчерской. 1 января 1960 года на траву взлётно-посадочной полосы в Виккеде приземлились первые спортивные планёры.
1 февраля 1963 года президентом мюнстерского административного округа было выдано официальное разрешение на использование данной территории для безмоторных и моторных летательных аппаратов. К этому моменту были построены ещё несколько административных зданий, небольшая вышка и ресторан. 24 февраля 1969 года дортмундский городской совет постановил начать строительство взлётно-посадочной полосы длиной 850 метров. Также было принято решение о создании необходимой для нормальной работы аэропорта инфраструктуры и о воссоздании старого оператора аэропорта Flughafen Dortmund GmbH, который 1 апреля 1971 года официально возобновил свою работу. 9 июля 1971 года было получено разрешение на строительство новой ВПП.

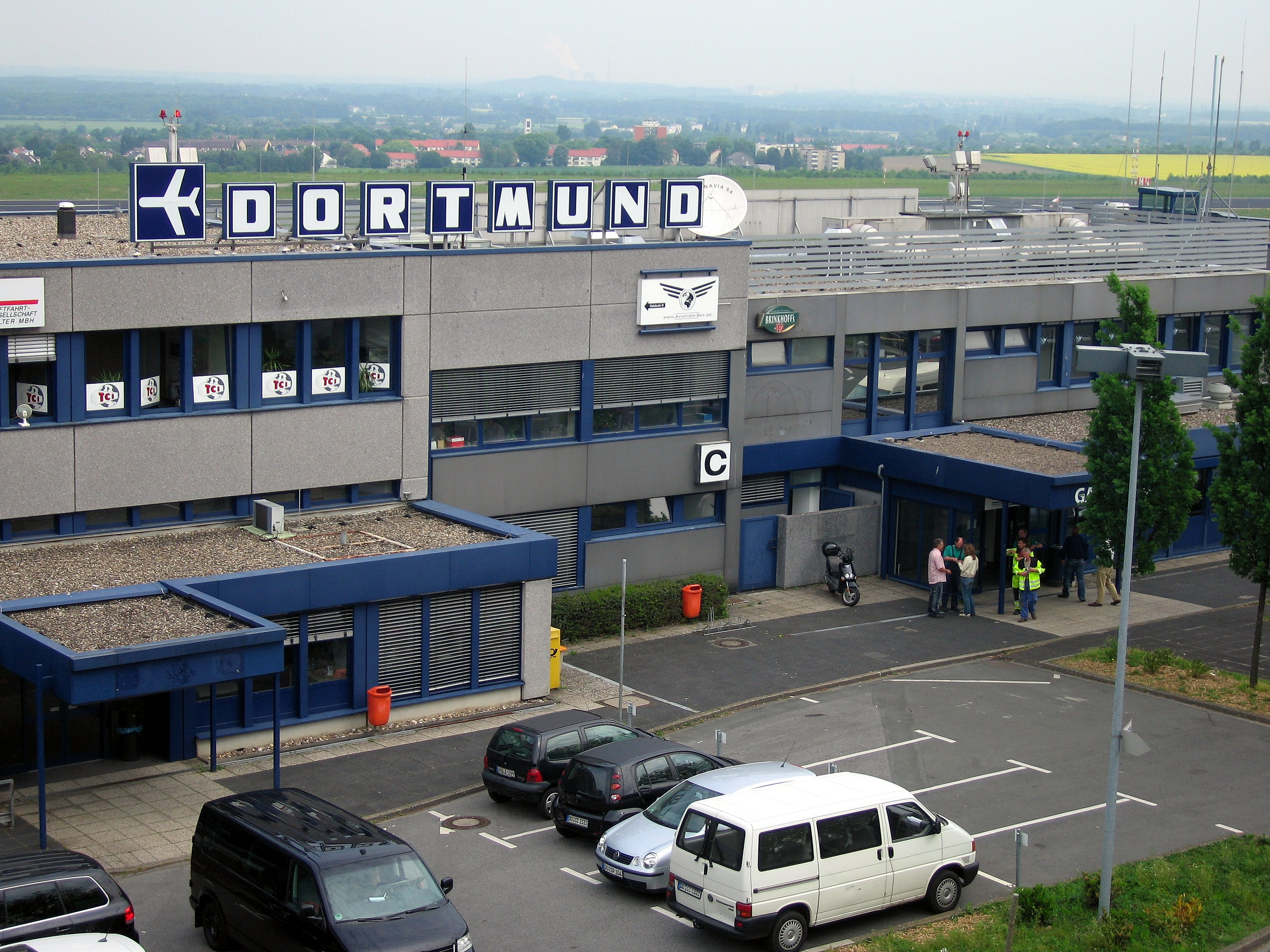
Здание старого терминала, использующееся в настоящее время в качестве терминала общей авиации

Под руководством нового оператора основным направлением деятельности аэропорта постепенно становились регулярные автоперевозки. В 1973 году аэропорт окончательно покинули все безмоторные летательные аппараты. Основную роль стали играть небольшие региональные авиакомпании. Одна из них — Aerowest — в то время была крупнейшим дилером Cessna в Европе. В 1974 650-метровая травяная взлётно-посадочная полоса шириной 20 метров была асфальтирована и официально сдана в эксплуатацию, а в 1975 было начато строительство 850-метровой полосы. В 1979 году в дортмундском аэропорту появился первый регулярный рейс Дортмунд — Мюнхен, выполнявшийся авиакомпанией RFG (позднее при объединении с Nürnberger Flugdienst переименованной в Eurowings AG). Позже было открыто регулярное сообщение со Штутгартом и Нюрнбергом.
850-метровая взлётно-посадочная полоса шириной 30 метров была торжественно открыта премьер-министром земли Северный Рейн — Вестфалия Йоханнесом Рау в 1983 г. При открытии полоса была названа стартовой дорожкой рурского региона (нем. Startbahn Ruhrgebiet). Позже это стало одним из названий аэропорта. Старая ВПП была преобразована в рулёжную дорожку. В 1987 здание терминала было серьёзно расширено, а длина взлётно-посадочная полосы увеличена до 1050 метров.

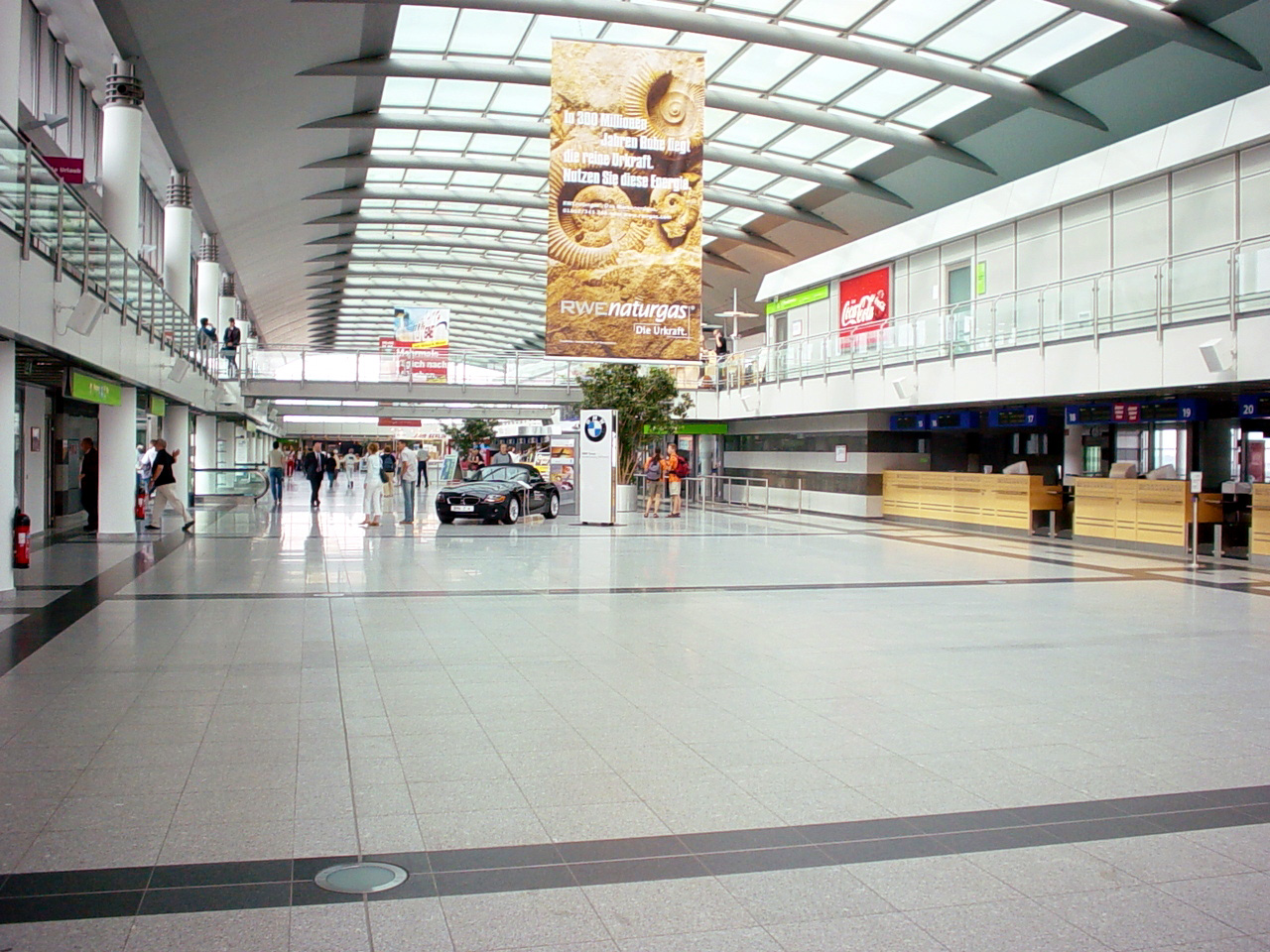
Новый терминал

Объединение Германии в 1990 году дало новый толчок развитию аэропорта. Наряду с уже существовавшими регулярными рейсами в Берлин, Штутгарт, Нюрнберг, Мюнхен и Лондон были открыты маршруты в Дрезден и Лейпциг. В 1997 году взлётно-посадочная полоса была ещё раз увеличена — до 1450 метров, что позволило аэропорту принимать более крупные самолёты (BAe 146/Avro RJ).Это также позволило отменить ограничения на максимальный взлётный вес широко использовавшихся турбовинтовых самолётов ATR. В 2000 году после 2,5 лет строительства было открыто новое здание терминала, рассчитанное на обслуживание до 2,5 млн пассажиров в год. Одновременно до 2000 метров в длину и 45 метров в ширину была увеличена взлётно-посадочная полоса.
В 2001 году пассажирооборот аэропорта впервые превысил миллионную отметку и составил 1 064 153 человека. В связи с террористическими актами 11 сентября 2001 года и последовавшим за ними сокращением коммерческого воздушного трафика он упал до 994 508 человек в 2002 году, однако возобновил рост в последующие годы. В 2002 году авиакомпания Air Berlin объявила об открытии регулярных рейсов в Лондон, Милан и Вену.
2004 год ознаменовался кардинальной сменой стратегии развития аэропорта. 1 апреля Lufthansa увеличила свою долю в авиакомпании Eurowings, бывшей практически единственным пользователем аэропорта, до 49 %. 1 июля была запущена программа «NERES», призванная привлечь в аэропорт новые авиакомпании и увеличить пассажиропоток. В результате в аэропорту появились бюджетные авиакомпании EasyJet, связавшая Дортмунд со множеством городов западной и южной Европы и сделавшая аэропорт своим хабом, и Wizz Air, ориентированная на полёты в страны восточной Европы. В 2007 году в аэропорту появились авиакомпании Sterling Airlines, специализировавшаяся на полётах в скандинавские страны и Germanwings использовавшая аэропорт как хаб.

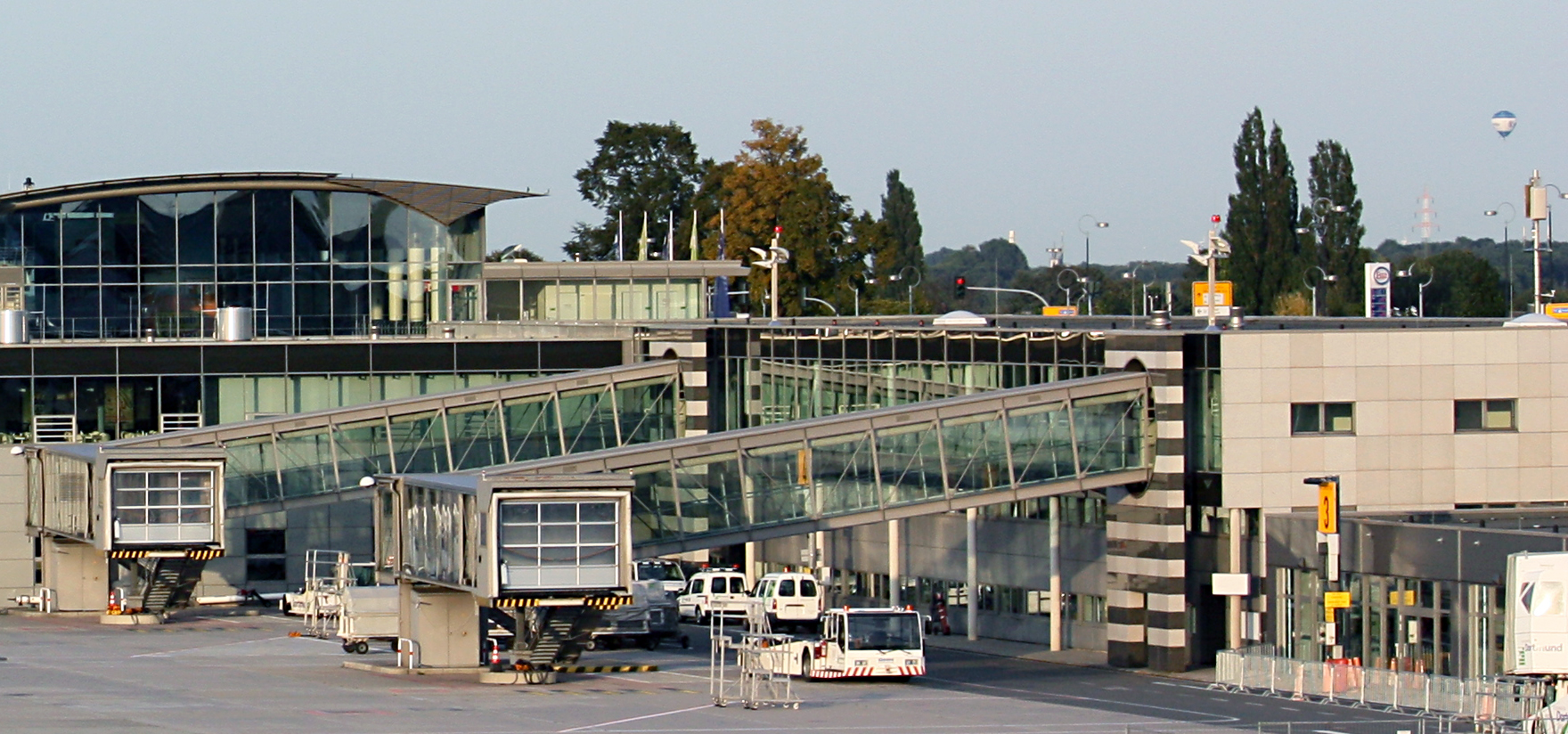
Западная часть терминала после окончания расширения 2008 года

28 июня 2008 года было завершено расширение терминала на запад, что увеличило максимально возможный пассажиропоток. В восточной части территории была построена новая парковка P3 на 800 парковочных мест. Старая система сортировки багажа, рассчитанная на 240 тысяч единиц, была заменена новой системой со вдвое большей пропускной способностью. Germanwings открыла полёты по трём новым направлениям, а авиакомпания Ostfriesische Lufttransport связала Дортмунд с Херингсдорфом. 26 мая о своём банкротстве объявила Sterling Airlines, а с 31 мая Люфтганза прекратила выполнение рейса Дортмунд — Мюнхен.
В результате неудовлетворённости общими условиями, в том числе запретом на ночные полёты в аэропорту, не позволявшем использовать базирующиеся в нём самолёты в режиме четырёх рейсов в сутки, авиакомпания Easyjet с 27 октября исключила из расписания 6 из 11 рейсов из Дортмунда. Это частично было скомпенсировано открытием трёх новых направлений компанией Wizz Air.
В течение 2009 года авиакомпании многократно меняли списки направлений. Тем не менее, потери предыдущего года так и не удалось полностью компенсировать, и в течение года количество пассажиров неуклонно снижалось, пока не стабилизировалось в октябре 2009 года. В 2010 году авиакомпании Wizzair, Easyjet и Germania вновь увеличили количество рейсов, что привело к росту пассажирооборота в аэропорту.
В 2012 год характеризовался сокращением маршрутной сети и уменьшением объёмов перевозок авиакомпаниями AirBerlin и Easyjet на фоне дальнейшего расширения Wizzair. В 2013 в аэропорту появились авиакомпании Vueling Airlines с ежедневными рейсами рейсы в Барселону и Ryanair (испанские и португальские города, Альгеро, Краков).

## Базовые данные

### Технические данные[1]
- Код ИАТА: DTM, код ИКАО: EDLW.

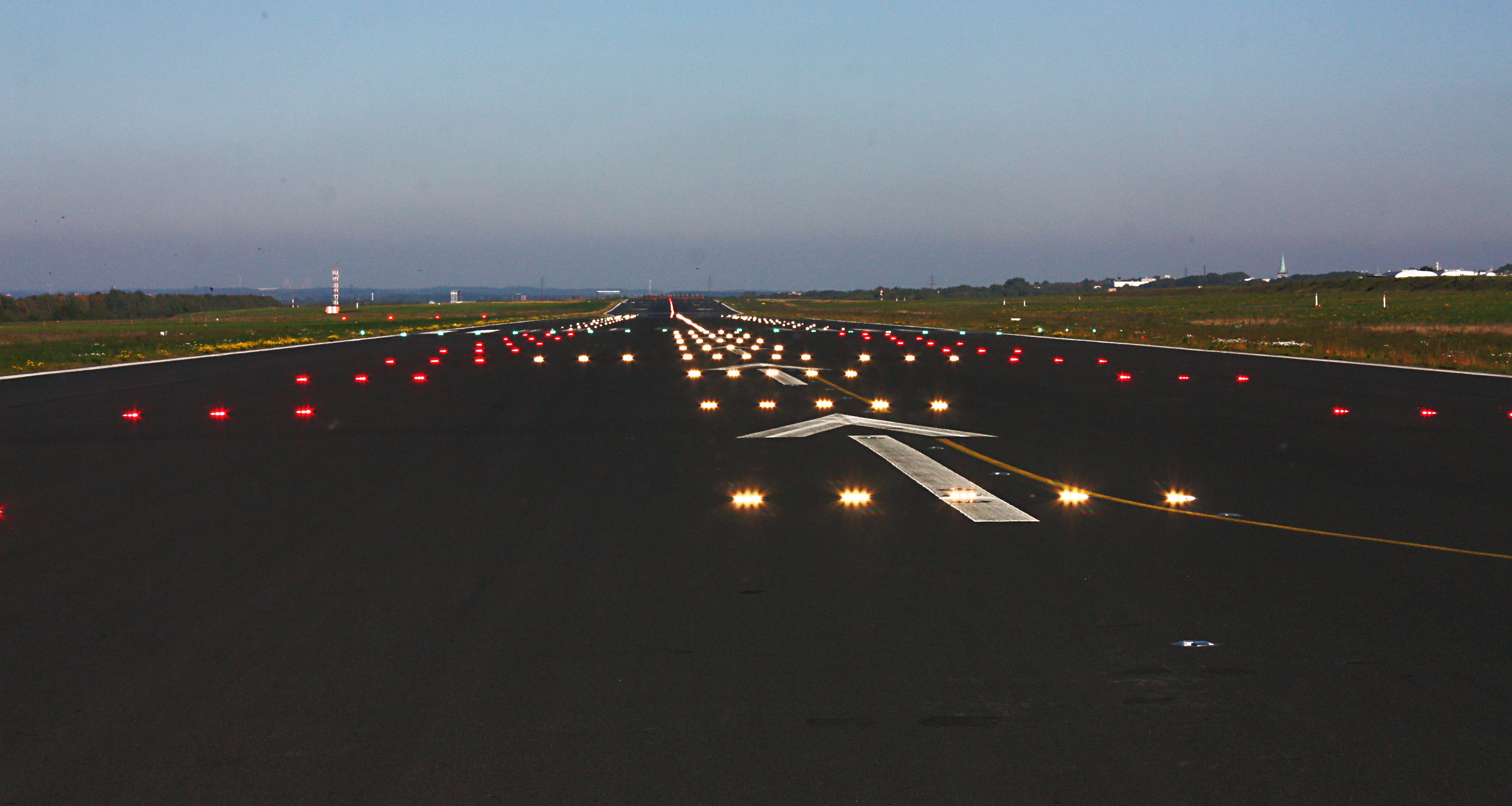
ВПП 06/24

- Терминал: 13 мест стоянки самолётов, 10 гейтов, 28 стоек регистрации, 3 багажных конвейера.
  - При остановке крупных реактивных самолётов (к примеру Airbus A319, Boeing 737) на местах стоянки № 5 — 12, расположенных перед терминалом, самолёт после посадки с выключенными двигателями буксируется к месту стоянки, куда заводится задним ходом.
  - Здание терминала трёхэтажное, нижний этаж используется для обслуживания пассажиров прибывающих рейсов, средний — отправляющихся. На верхнем этаже находятся офисы турфирм и кафе с частично крытой террасой и видом на взлётно-посадочную полосу[24].
- Часы работы: с 06:00 до 22:30 CET (в случае опозданий допускаются вылеты до 23:00 и посадки до 23:30)[25].
  - Часы работы терминала: с 03:30 до 24:00 CET.
- Взлётно-посадочная полоса:
  - Размеры: 2.000 метров в длину, 45 метров в ширину, 060°/240°.
  - Общая длина полосы, включая концевую полосу безопасности (TODA): 2060 метров.
  - Общая длина полосы (TORA): 2000 метров.
  - Зона приземления (LDA): 1700 метров, асфальт, противозаносное покрытие.
- Всепогодная курсо-глиссадная система 2 категории: курсовой маяк, глиссадный маяк, маркерные радиомаяки, РМД и доплеровский РМА, приводная радиостанция, пеленгатор VDF, указатель траектории точного захода на посадку PAPI[англ.].

### Технические данные

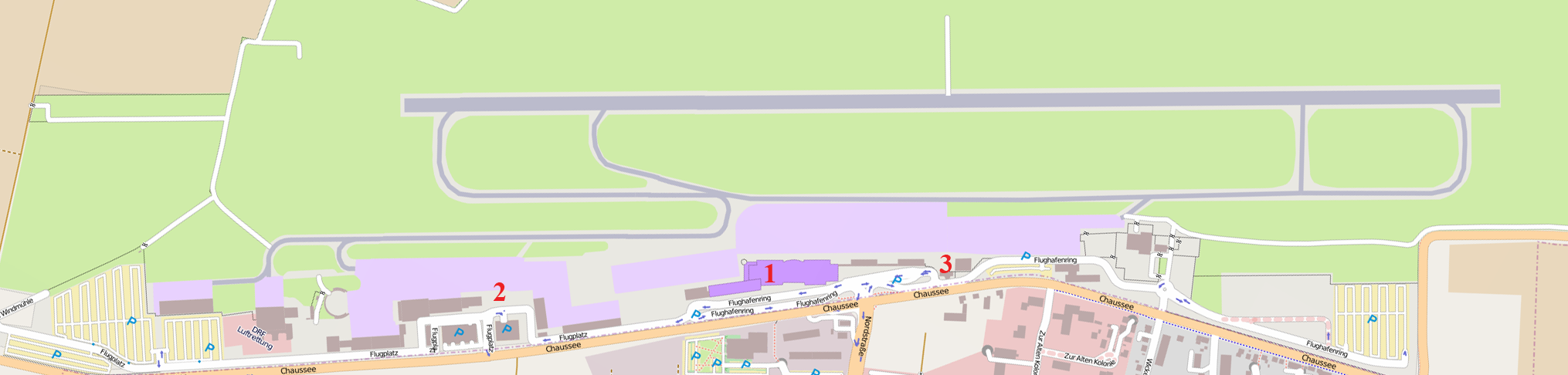
Карта аэропорта. Цифрами обозначены: (1) — основной терминал, (2) — терминал общей авиации, (3) — вышка

## Авиакомпании и пункты назначения
Источники:

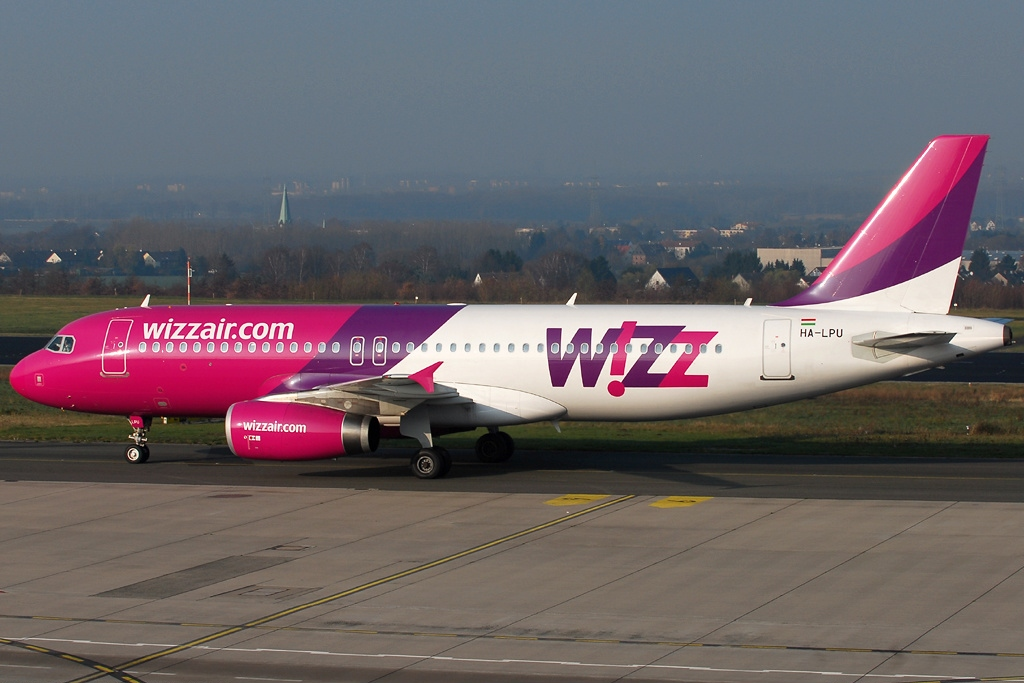
Airbus A320-200 Wizz Air в Дортмунде

Наиболее популярными пунктами назначения являются Катовице, Пальма-де-Мальорка и Бухарест.

### Пассажиропоток

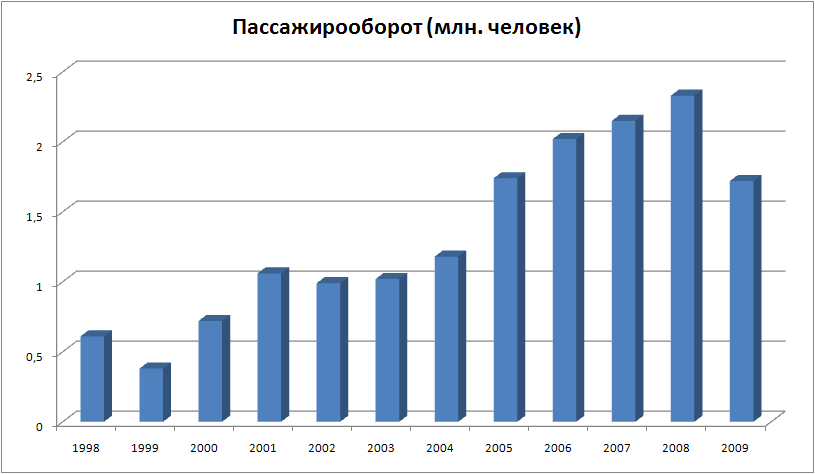
Динамика пассажирооборота в 1998—2009 годах

| Год                                                        | Пассожиропоток | Взлёты/посадки | Грузопоток (тонн) |
| ---------------------------------------------------------- | -------------- | -------------- | ----------------- |
| 2001                                                       | 1 064 149      | 37 393         | 257               |
| 2002                                                       | 994 478        | 33 812         | 289               |
| 2003                                                       | 1 023 329      | 29 788         | 96                |
| 2004                                                       | 1 179 028      | 25 743         | 75                |
| 2005                                                       | 1 742 911      | 30 672         | 58                |
| 2006                                                       | 2 019 651      | 32 785         | 37                |
| 2007                                                       | 2 155 057      | 32 223         | 40                |
| 2008                                                       | 2 329 440      | 29 555         | 35                |
| 2009                                                       | 1 716 516      | 24 043         | 21                |
| 2010                                                       | 1 740 642      | 24 232         | 33                |
| 2011                                                       | 1 814 246      | 26 391         | 26                |
| 2012                                                       | 1 896 885      | 22 634         | 5663              |
| 2013                                                       | 1 924 313      | 31 981         | 5903              |
| 2014                                                       | 1 965 802      | 30 274         | 6824              |
| 2015                                                       | 1 985 379      | 31 687         | 5637              |
| 2016                                                       | 1 918 845      | 29 128         | 6627              |
| 2017                                                       | 2 000 695      | 29 891         | 7382              |
| 2018                                                       | 2 284 202      | 33 480         | 6457              |
| 2019                                                       | 2 719 566      | 34 016         | 5367              |
| 2020                                                       | 1 220 624      | 16 132         | 3430              |
| 2021                                                       | 1 692 960      | n. V.          | n. V.             |
| Источники: ADV (2001-2015), Dortmund Fulgahfen (2016-2021) |                |                |                   |

## Пожарная и спасательная часть

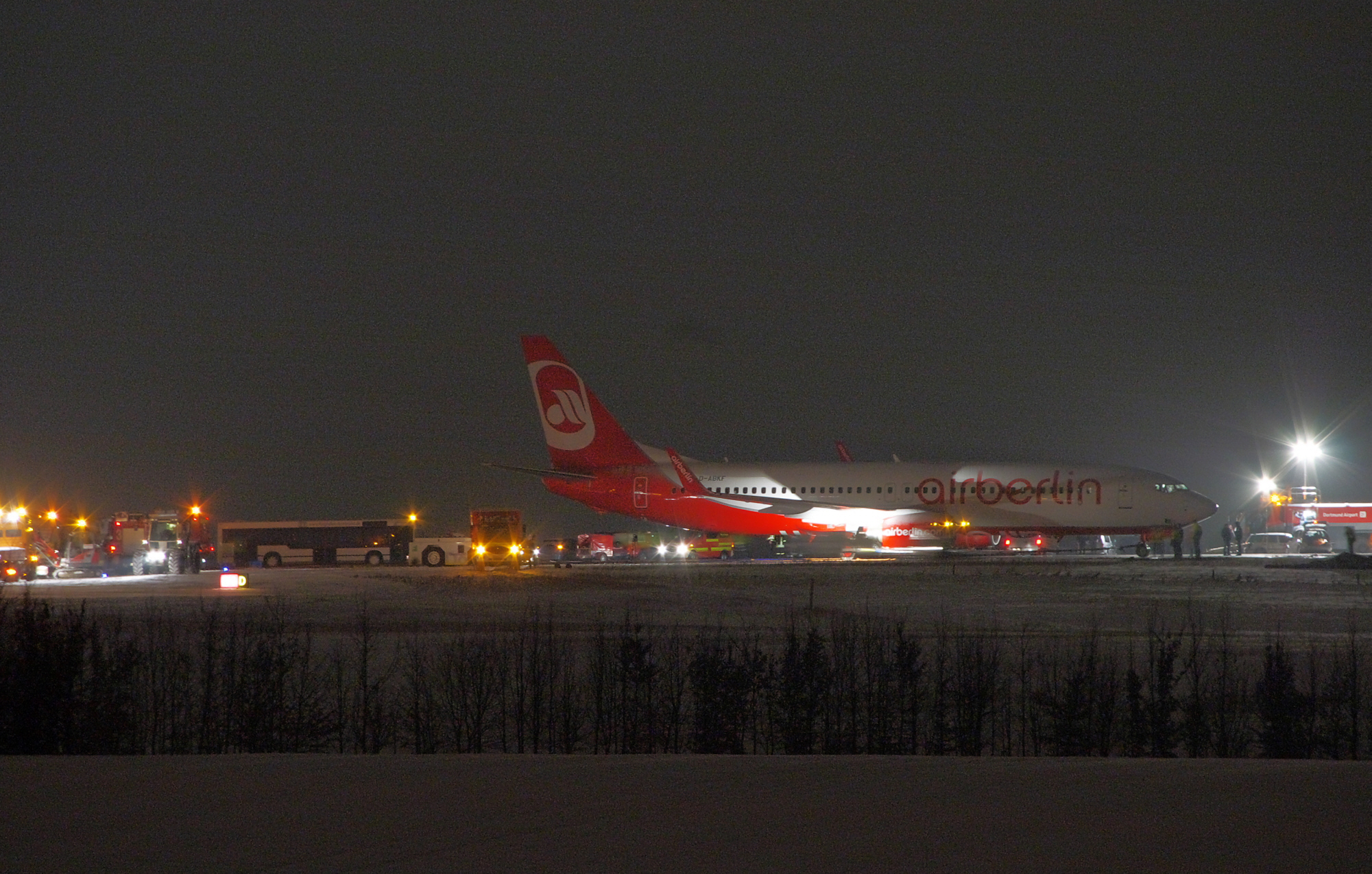
Действия пожарной части 3 января 2010 во время выката Boeing 737 авиакомпании Air Berlin

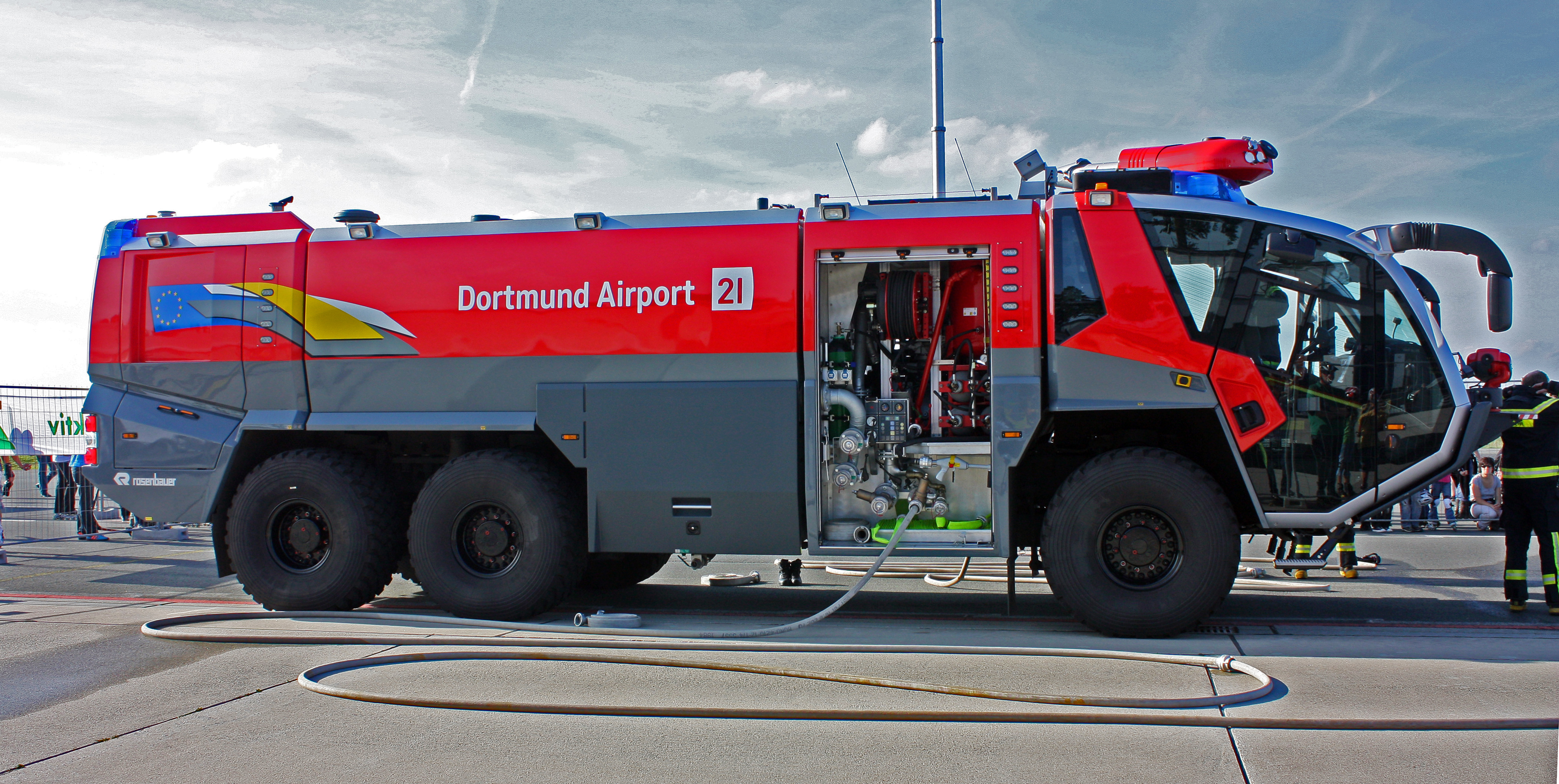
Rosenbauer Panther 6x6

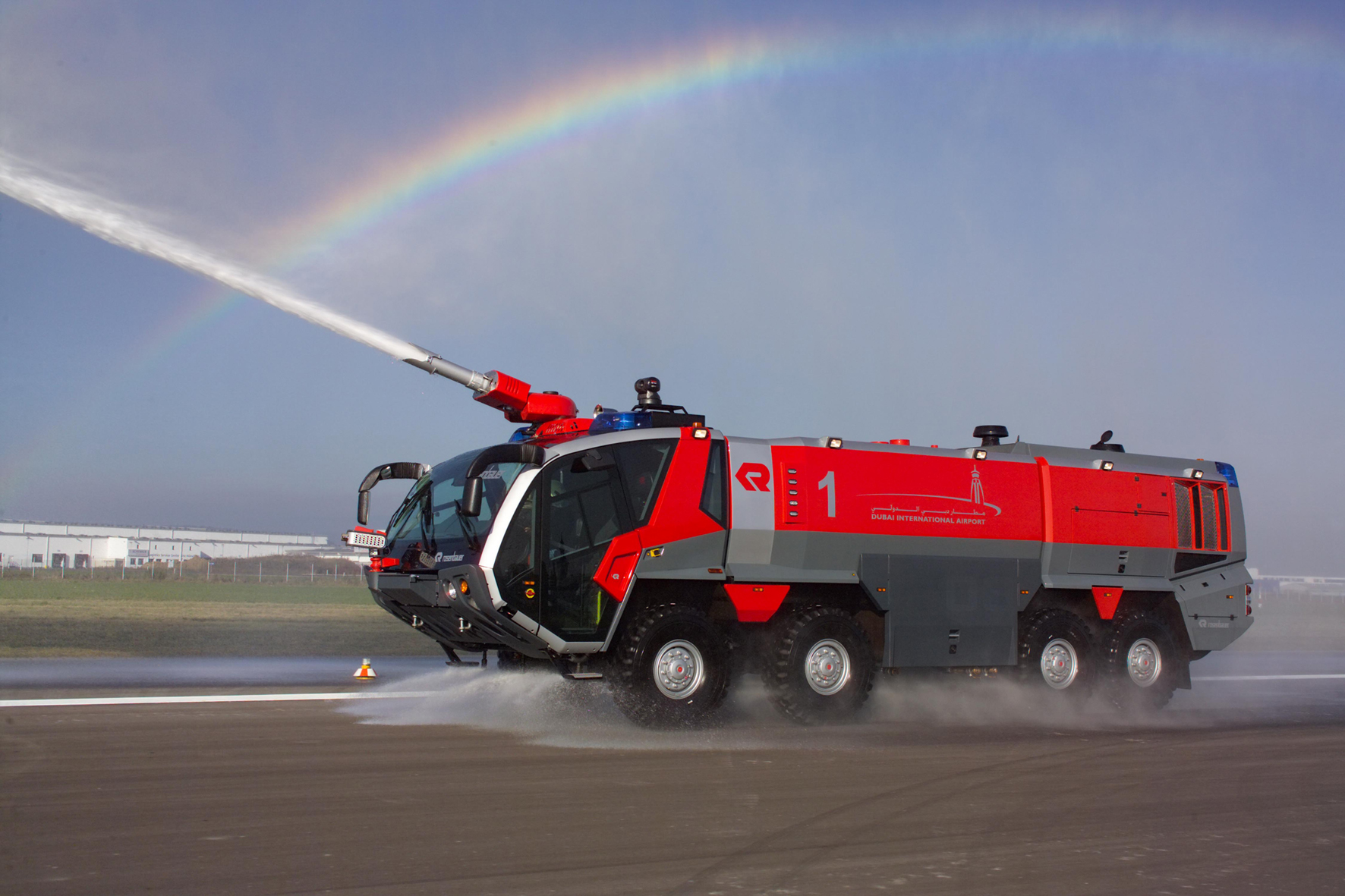
Rosenbauer Panther 8x8 в аэропорту Дубая, однотипная с используемыми в Дортмунде

В подавляющем большинстве аэропортов Германии пожарная часть является структурным подразделением аэропорта (нем. Werksfeuerwehr). Подобная схема использовалась и в дортмундском аэропорту до конца 1990-х годов. Перестройка и расширение аэропорта потребовали кардинальной переработки системы пожарной охраны с целью адаптации её к новым условиям. В ноябре 1998 года город Дортмунд и оператор аэропорта Flughafen Dortmund GmbH подписали соглашение о создании на тот момент уникального в Германии проекта, предусматривавшего объединение сил профессиональной городской пожарной охраны, пожарной части аэропорта и добровольной пожарной охраны в единое подразделение.
С этой целью на территории аэропорта была создана пожарная и спасательная часть № 7 (нем. Feuer- und Rettungswache 7) городской пожарной охраны. С целью обеспечения постоянной готовности ей было передано техническое и транспортное обеспечение добровольной пожарной дружины аэропорта. Пожарная часть ответственна не только за пожарную охрану на лётном поле согласно нормам ICAO, но и за охрану зданий на территории аэропорта.
В состав пожарной охраны наряду с 21 профессиональным пожарным входят сотрудники наземной службы аэропорта, службы безопасности на воздушном транспорте и авиакомпании Eurowings. Подобная структура даёт дополнительные преимущества за счёт опыта сотрудников наземной службы, хорошо знакомых с особенностями аэропорта и его техническим оборудованием.
В состав пожарной части входят:
- малая пожарная машина на базе Mercedes-Benz — Vito, оборудованная системой пожаротушение высокого давления с 200-литровым запасом воды и 20-литровым запасом пенообразующего вещества AFFF[нем.];
- 2 пожарных машины Rosenbauer Panther[нем.] 8x8 1996 и 1998 года выпуска, каждая из которых может нести 13 500 литров воды, 1 500 литров AFFF и 2x250 кг порошка;
- пожарная машина Rosenbauer Panther 6x6 2008 года выпуска c 12 000 литров воды, 1 500 литров AFFF, 250 кг порошка и 120 кг CO2;
- вспомогательная пожарная машиной HLF 3200 c 3200 литрами воды и обширным техническим оснащением, созданная фирмой Rosenbauer на базе Mercedes-Benz 1124 4x4;
- пикап Nissan, используемый в качестве грузовой машины для транспортировки песка и других сыпучих материалов. При необходимости транспортировки повышенного количества материала используется прицеп;
- Мобильный штаб на базе Nissan Navara Double Cup;
- Медицинская спасательная машина на базе Mercedes-Benz Vito 2001 года выпуска, оборудованная аналогично машинам скорой помощи и способная благодаря низкому потолку заезжать в подземные гаражи при приёмных покоя больниц. Всё её оборудование совместимо с оборудование спасательной службы города Дортмунд.

## Экономическое состояние
26% акций оператора аэропорта компании Flughafen Dortmund GmbH принадлежат городу Дортмунду, оставшиеся 74 % — коммунальной компании DSW21, 100 % акций которой также находятся во владении города. Уставной капитал компании составляет 22 752 500 €. Возможный дефицит бюджета полностью покрывается её владельцами.
После расширения аэропорта в 2000 году годовой дефицит его бюджета вырос с 9 миллионов евро до 28,3 миллиона евро (2004), после чего равномерно уменьшался до 2007 года (19,9 млн евро). В 2008 году дефицит снова вырос до 20,6 млн евро. Основной причиной этого был постепенный вывод из аэропорта рейсов авиакомпании Eurowings (после приобретения Люфтганзой 49%-ной доли в ней) и общее снижение активности в области автоперевозок в 2001—2004 годах. При этом завершённое осенью 2000 года расширение аэропорта было проведено с учётом актуальных тогда требований специализировавшейся на внутригерманских рейсах компании Eurowings Luftverkehrs AG, что привело к некоторым сложностям при современном использовании аэропорта различными авиакомпаниями, в том числе выполняющими рейсы за пределы стран-участниц Шенгенского соглашения.
Для улучшения экономического положения аэропорта была введена программа «NERES», призванная увеличить пассажирооборот аэропорта. В рамках этой программы авиакомпании при открытии новых маршрутов в период 1 июля 2004 по 30 июня 2009 года платили пониженные аэропортовые сборы.

## Транспортное сообщение

### Автотранспорт
В 500 метрах от здания терминала находится автомобильная развязка (51) Holzwickede, связывающая его с идущей в центр Дортмунда автотрассой федерального значения B1 и идущим на восток автобаном A44. В свою они очередь соединены с автобанами в западном (A40), северном и южном (A1) направлениях. В аэропорту имеются 4 крытые парковки общей вместимостью 2490 мест и 3 открытые общей вместимостью 2700 мест. В здании терминала расположены филиалы фирм, специализирующихся на прокате автомобилей: Sixt, Hertz, Avis, Europcar.

### Общественный транспорт
С июля 2004 года между аэропортом и центральным вокзалом Дортмунда каждый курсирует прямой автобус AirportExpress. Автобус следует без остановок, время в пути составляет 22 минуты.
Между аэропортом и ближайшей железнодорожной станцией Хольцвиккеде 3 раза в час курсирует автобус AirportShuttle. Автобус следует без остановок, время в пути составляет 5 минут. Станция Хольцвиккеде связана с крупными железнодорожными узлами Дортмунд и Хамм 8 рейсами Regional-Express и Regionalbahn в час.
Курсирующие 2 раза в час автобусы линии 490 связывают аэропорт со станцией Аплербек — конечной остановкой линии метро U47.
С вокзалом Унны аэропорт связывает идущий 29 минут автобус C41.

## Дальнейшее развитие
Планируется увеличение взлётно-посадочной полосы до 2300 метров (а зоны приземления — до 1850 метров), что позволит выполнять из аэропорта рейсы во все средиземноморские цели на самолётах IATA-класса C (к примеру, Боинг 737 или Airbus A320) с полной загрузкой без необходимости дозаправки.
Для улучшения транспортного сообщение предполагается строительство ветки метро, соединяющей железнодорожную станцию Хольцвиккеде с дортмундским метрополитеном, и проходящей через аэропорт. При это на территории самого аэропорта планируется строительство до трёх станций: в восточной части, возле основного терминала и возле терминала общей авиации. Также обсуждается возможность строительства дополнительной развязки Holzwickede-Ost, что позволило бы дополнительно разгрузить существующие трассы.

## Критика
Планы расширения аэропорта вызывают критику как среди членов некоторых партий в городском совете, так и в обществе (жители прилегающих районов, противники аэропорта и т. д.). Было основано Дортмундско-уннское общество по защите от шума (нем. Schutzgemeinschaft Fluglärm Dortmund - Kreis Unna), в течение многих лет критикующие развитие аэропорта и указывающее на возрастающий шум от садящихся и взлетающих самолётов. Общество производит собственные замеры уровня шума и регулярно публикует их.
2 февраля 2010 года глава дортмундской страховой компании Signal Iduna Райнольд Шульте в интервью местным газетам Ruhr Nachrichten и Westdeutsche Allgemeine Zeitung высказался за немедленное закрытие аэропорта. В качестве причин он указал на сложное экономическое положение аэропорта, низкую привлекательность и низкое соотношение затрат и выгод. Отдельным пунктом критики стало перекрёстное субсидирование аэропорта его владельцем, коммунальной компанией DEW21, которая полностью покрывает все убытки аэропорта за счёт дохода, получаемого в других областях деятельности. Отмена подобной схемы финансирования позволила бы снизить для клиентов данной компании цены на газ, воду и электричество. При этом Шульте признал, что его точку зрения разделяет лишь меньшинство членов торгово-промышленной палаты.

## Происшествия

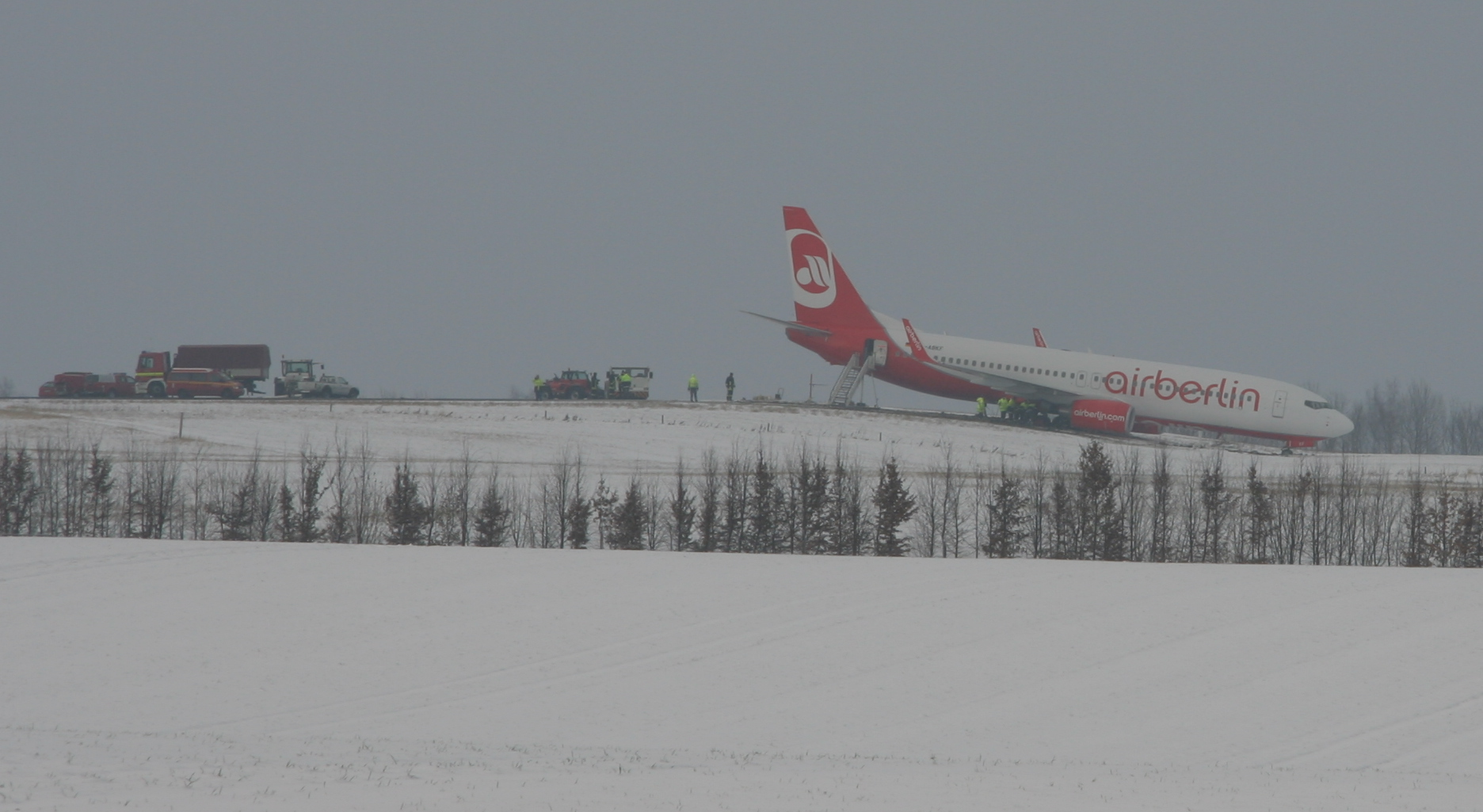
Boeing 737-800 авиакомпании Air Berlin 3 января 2010 года

27 сентября 2008 Airbus A321 тунисской авиакомпании Nouvelair (бортовой номер TS-IQA) при посадке выкатился на 15 метров за пределы ВПП и застрял носовым колесом в полосе безопасности. Никто из 168 пассажиров на борту не пострадал.
3 января 2010 в 7:05 пилот Boeing 737-800 авиакомпании Air Berlin (бортовой номер D-ABKF), следовавшего рейсом на Гран-Канария, в связи с различными показателями датчиков скорости прервал попытку взлёта. В результате самолёт выкатился за пределы ВПП. Никто из 165 пассажиров и 6 членов экипажа не пострадал. Сам самолёт тоже не пострадал и 8 января самостоятельно покинул аэропорт.
21 мая 2010 в 19:45 при посадке одномоторному самолёту Extra 500 (бортовой номер D-ETRA), летевшему из Динслакена, не удалось выпустить правое шасси, в связи с чем он был вынужден совершить аварийную посадку. При посадке самолёт сошёл с ВПП и остановился лишь за её пределами. Все 3 находившихся на борту человека не пострадали.
10 апреля 2011 в 17:17 Bücker Bü 181 (бортовой номер D-EQXE, заводской номер 25071), произведённый по лицензии шведской фирмой Hägglund & Söner AB в 1945 году после взлёта в паре с другим самолётом отклонился влево и упал в 45 метрах от ВПП. Пилот был тяжело ранен и на вертолёте эвакуирован в госпиталь Бохума.